# 324
Правління Костянтина Великого у Римській імперії. У Китаї правління династії Цзінь. В Індії починається період імперії Гуптів. В Японії триває період Ямато. У Персії править династія Сассанідів.
На території лісостепової України Черняхівська культура. У Північному Причорномор'ї готи й сармати.

## Події
- Останнє протистояння Костянтина і Ліцинія.
  - Війська Костянтина входять у Фракію. Вони завдають поразки Ліцинію при Адріанаполі.
  - Син Костянтина Крісп здобуває перемогу над флотом Ліцинія в Дарданелах, забезпечуючи батькові можливість переправитися в Малу Азію.
  - Ліциній призначає своїм співправителем Секста Мартініана.
  - У битві при Хризополі Костянтин здобуває вирішальну перемогу і стає єдиним імператором в імперії.
  - Ліциній відрікається від титулу імператора. Костянтин зберігає йому життя і висилає в Фессалоніки як приватного громадянина.
- У Римі розпочинається будівництво собору Святого Петра.
- Святитель Євстахій стає єпископом в Антіохії.